# جيمس شيلدز
جيمس شيلدز (بالإنجليزية: James Shields)‏ هو سياسي أيرلندي وأمريكي، ولد في 13 أبريل 1762 في المملكة المتحدة، وتوفي في 13 أغسطس 1831 في مقاطعة بتلر في الولايات المتحدة بسبب حادث مرور. حزبياً، نشط في ديمقراطية جاكسونية والحزب الديمقراطي. وقد انتخب عضو مجلس نواب أوهايو وانتخب عضو مجلس النواب الأمريكي.